# 普里鲁布基农村居民点
普里鲁布基农村居民点（俄语：Прирубкинское сельское поселение）是俄罗斯联邦布良斯克州波加尔区所属的一个农村居民点。其下辖有10个居民点，行政中心为普里鲁布基。据2015年统计，该农村居民点的人口为608人。